# Candido Beretta
Candido Beretta (Monza, 9 dicembre 1941 – Udine, 30 dicembre 2003) è stato un calciatore italiano, di ruolo mezzala.

## Biografia
Al termine della carriera venne assunto presso il comune di Udine come usciere e centralinista, rimanendo nel mondo del calcio come allenatore di squadre giovanili (colse il terzo posto nazionale nel 1982 con gli Allievi dell'Udinese) e dilettantistiche (guidando il Mercato Tarvisio nel salto di categoria).
Il 30 dicembre 2003, all'età di 62 anni, è stato trovato cadavere vicino allo Stadio Friuli, probabilmente colto da malore.

## Carriera
Beretta iniziò a giocare a calcio nell'A.C. La Muggiorese , squadra di Muggiò. Notato dagli osservatori del Como, al tempo in Serie B, venne ingaggiato ancora giovanissimo nel 1958. Una stagione dopo, venne convocato per le Olimpiadi del 1960 ma venne poi scartato dalla lista, in quanto gli si preferirono giocatori militanti in Serie A. Giocò soltanto la prima amichevole nel mese di marzo in preparazione alle Olimpiade contro la Svizzera a Berna.
Al termine della stagione 1960-1961, dopo 24 presenze con la maglia lombarda, venne ceduto all'Udinese con il quale esordì nella massima serie il 27 agosto 1961 (Udinese-Roma 1-3). La prima rete arrivò invece il 4 marzo 1962 in Spal-Udinese 2-1; mise anche a segno una seconda rete, il 1º aprile, in Palermo-Udinese 1-3. La stagione dell'Udinese non fu però brillante, con la squadra friulana che terminò il campionato diciottesima e retrocedette in Serie B. La stagione successiva non fu migliore, con il raggiungimento della quattordicesima posizione, non lontana dalla retrocessione in Serie C.
Nel 1963 Beretta cambiò ancora maglia, rimanendo nella serie cadetta al Padova, dove raccolse 65 presenze ed 1 rete prima di passare in Serie A al Brescia, nel 1965. Con la squadra lombarda il centrocampista rimase solo una stagione, raccogliendo 33 presenze prima di passare al Venezia sempre nella massima serie, dove segnò la sua ultima rete in Serie A il 21 maggio 1967 in Venezia-Roma 1-2. Al termine della stagione, infatti, il Venezia retrocedette in Serie B e in quella successiva anche in Serie C: alla fine del campionato 1968-1969, dopo 19 presenze, diede l'addio al calcio giocato.
Complessivamente, Beretta marcò 83 presenze e 3 reti in Serie A, più 154 presenze e 2 reti in Serie B.

## Statistiche

### Presenze e reti nei club
| Stagione       | Squadra        | Campionato     | Campionato | Campionato |
| Stagione       | Squadra        | Comp           | Pres       | Reti       |
| -------------- | -------------- | -------------- | ---------- | ---------- |
| 1958-1959      | Como           | B              | 6          | 0          |
| 1959-1960      | Como           | B              | 31         | 0          |
| 1960-1961      | Como           | B              | 23         | 0          |
| Totale Como    | Totale Como    | Totale Como    | 60         | 0          |
| 1961-1962      | Udinese        | A              | 24         | 2          |
| 1962-1963      | Udinese        | B              | 37         | 1          |
| Totale Udinese | Totale Udinese | Totale Udinese | 61         | 3          |
| 1963-1964      | Padova         | B              | 30         | 1          |
| 1964-1965      | Padova         | B              | 35         | 0          |
| Totale Padova  | Totale Padova  | Totale Padova  | 65         | 1          |
| 1965-1966      | Brescia        | A              | 33         | 0          |
| 1966-1967      | Venezia        | A              | 26         | 1          |
| 1967-1968      | Venezia        | B              | 28         | 0          |
| 1968-1969      | Venezia        | C              | 19         | 3          |
| Totale Venezia | Totale Venezia | Totale Venezia | 73         | 4          |
| Totale         | Totale         | Totale         | 292        | 8          |